# مروان بن قيس الدوسي
الصحابي الجليل مروان بن قيس الدوسي
له ذكر ووفادة وذكر أبو بكر بن دريد في كتاب الأخبار المنثورة من طريق محمد بن عباد عن بن الكلبي عن أبيه قال: كان مروان بن قيس الدوسي خرج يريد الهجرة فمر بإبل لثقيف فأطردها واتبعوه فأدركوه فأخذوا له ارمأتين والإبل التي أخذها وأخذوا إبلا له فلما أقبل النبي من حنين إلى الطائف شكا إليه مروان فقال له خذ أول غلامين تلقاهما من هوازن فأغار مروان فأخذ فتيين من بني عامر أحدهما أبي بن مالك بن معاوية بن سلمة بن قشير القشيري والآخر حيدة الجرشي فأتى بهما النبي فانتسبهما فقال النبي أما هذا فإن أخاه يزعم أنه فتى أهل المشرق كيف قال يا أبا بكر فقال يا رسول الله قال ما إن يعود امرؤ عن خليقته حتى تعود جبال الحرة السود وأما هذا فإنه من قوم صليب عودهم اشدد يدك بهما حتى تؤدي إليك ثقيف يعني مالك فقال أبي يا محمد ألست تزعم أنك خرجت تضرب رقاب الناس على الحق قال بلى قال فأنت أولى بثقيف مني شاركتهم في الدار والمال والنساء فقال بل أنت أحدهم في العصب وحليفهم بالله ما دام الطائف مكانه حتى تزول الجبال ولن تزول الجبال ما دامت السماوات والأرض فانصرف مروان فقال النبي أحسن إليهما فقصر في أمرهما فشكيا إلى النبي فأمر بلالًا أن يقوم بنفقتهما فجاءه الضحاك بن سفيان أحد بني بكر بن كلاب فقال يا رسول الله ائذن لي أن أدخل إلى الطائف فإذن له فكلمهم في أهل مروان وما له فوهبوا ذلك له فخرج به إلى مروان فأطلق مروان الغلامين ثم إن الضحاك عتب على أبي بن مالك في شيء بعد ذلك فقال يعاتبه أتنسى بلائي يا أبي بن مالك غداة الرسول معرض عنك أشوس يقودك مروان بن قيس بحبله ذليلا كما قيد الرفيع المخيس ذكر هذه القصة عمر بن شبة في أخبار المدينة أيضًا بطولها قلت وأخو أبي بن مالك الذي أشير إليه بأنه يقول إنه فتى أهل المشرق اسمه نهيك بن مالك ذكره المرزباني في معجم الشعراء وقال إنه جاهلي وكان يلقب منهب الرزق قال وكان قد قدم مكة بطعام ومتاع للتجارة فرآهم مجهودين فأنهب العير بما عليها قال وعاتبه خاله في إنهاب ماله بعكاظ فقال:

## المصدر
- الإصابة في تمييز الصحابة.